# Tour de Lascuta
La tour de Lascuta (en espagnol : Torre de Lascuta ; en latin : Turris Lascutana) est une tour antique située sur le territoire de la commune d'Alcalá de los Gazules, en Andalousie, à une cinquantaine de kilomètres à l'ouest de Cadix. 

## Histoire

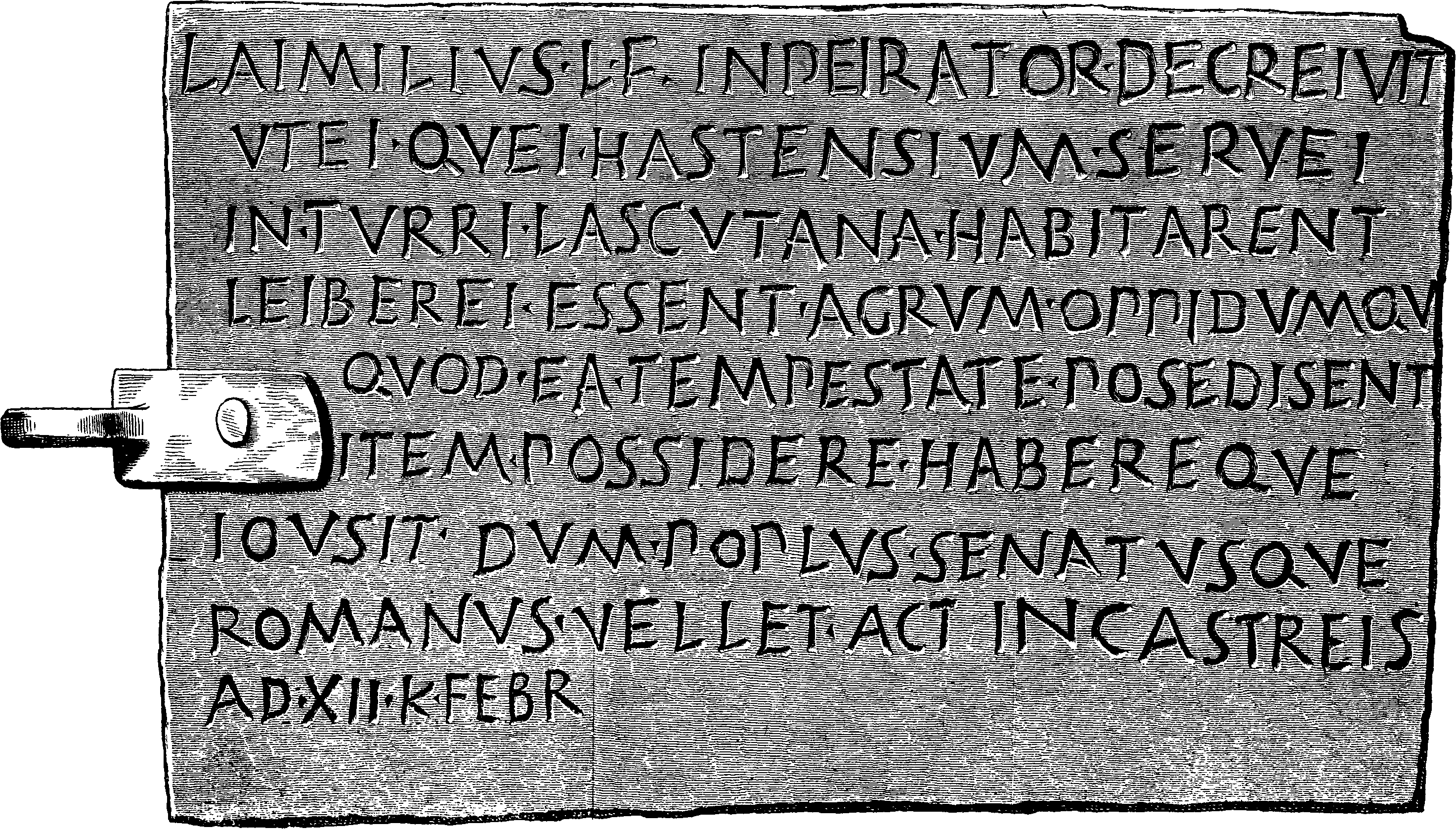
Le bronze de Lascuta.

La tour a été construite par les Romains puis remaniée et réutilisée par les Wisigoths au début du Moyen Âge. C'est le seul vestige de l'ancienne ville romaine de Lascuta.
À proximité de la tour fut découvert au XIXe siècle le bronze de Lascuta (es), daté de 189 av. J.-C., qui porte le texte d'un décret romain —première inscription romaine d'Espagne— accordant la liberté aux esclaves qui habitaient la tour de Lascuta (Turris Lascutana). Le bronze de Lascuta est conservé au musée du Louvre.

## Description
La tour, de plan carré, mesure douze mètres de haut et environ cinq mètres de large.